# AKG C414

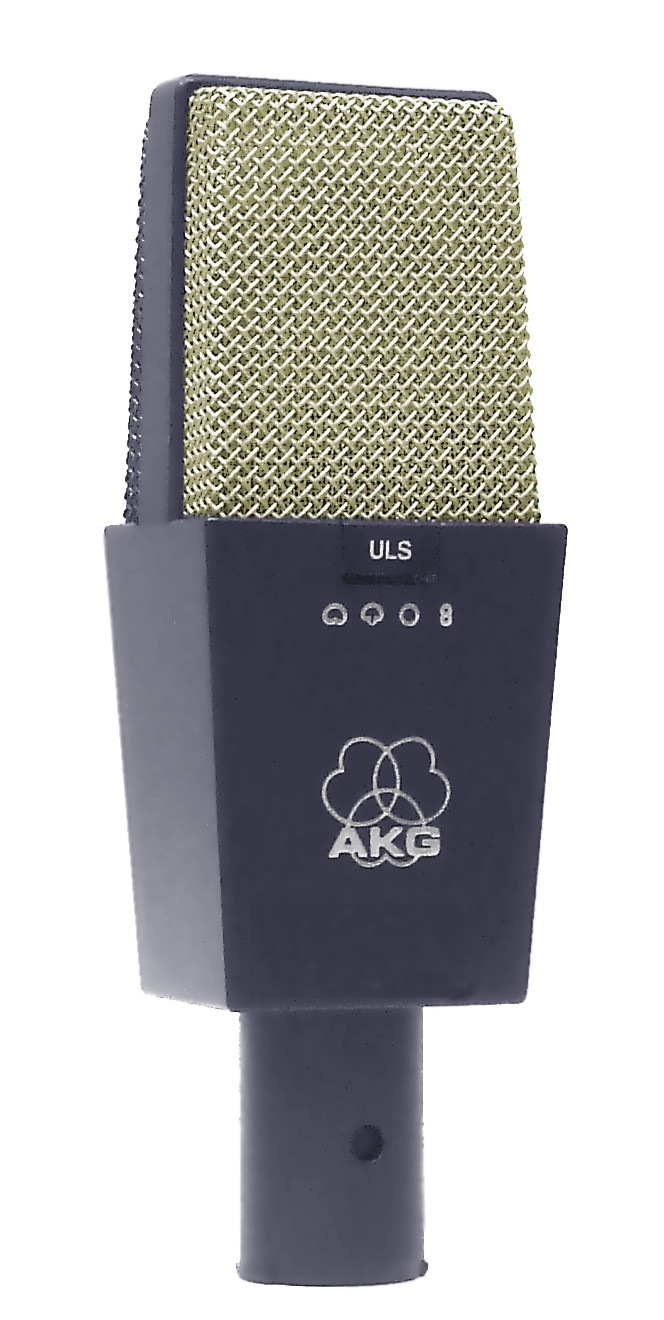
AKG 414 Front

Das AKG C414 ist ein Großmembran-Kondensatormikrofon der AKG Acoustics GmbH aus Wien. Es gilt neben dem Neumann U87 als eines der populärsten Studiomikrofone.

## Geschichte
Das AKG C414 kam 1971 auf den Markt. AKG verwendete das markant eckige Gehäuse erstmals 1962 beim C12A. Das Mikrofon wurde seit seiner Einführung in zahlreichen optischen und technischen Varianten hergestellt. Alle haben einen Wahlschalter für Richtcharakteristik. Seit der Version C414EB von 1976 kann eine Vordämpfung (0/−10/−20 dB) und Tiefenabsenkung (0/75/150 Hz) zugeschaltet werden.
Das C414 war das Ergebnis einer Weiterentwicklung des solid-state C412 Mikrofons. Nach fünf Jahren modifizierte AKG das Gehäuse und versah den Anschluss mit einer XLR-Buchse. 1976 erschien das so modifizierte C414EB.
Die Version C414B-ULS (1986 bis 2004) verfügt über einen Übertrager, die Version C414B-TLII (1993 bis 2004) mit dem Nachbau der bekannten CK12-Kapsel arbeitet ohne Übertrager.

## Verwendung
Das C414 war in der Sendung The Tonight Show mit Johnny Carson zu sehen. Mit einem roten Korb ist das Mikrofon in der Sendung Conan mit Conan O’Brien zu sehen.

## Aktuelle Modelle
Die aktuellen Versionen sind C414 XLII und C414 XLS. Sie bieten fünf Richtcharakteristiken: Kugel, Niere, breite Niere, Hyperniere und Acht. Zusätzlich können vier Zwischenstufen ausgewählt werden. Erstmals wird die aktuelle Einstellung über eine LED angezeigt. Gleich geblieben sind die drei Pad-Schaltungen und die drei Hochpass-Filter. Gespeist wird das Mikrofon von einer 48-V-Phantomspeisung. Die beiden Versionen unterscheiden sich darin, dass beim XLS die Klangcharakteristik des Vorgängermodells C414B-ULS beibehalten wird, während das XLII hingegen die Klangeigenschaften des AKG C12 nachahmen soll.